# Meleğin Düşüşü
Meleğin Düşüşü är en turkisk långfilm från 2005 i regi av Semih Kaplanoglu.

## Handling
Zeynep arbetar som städerska på ett hotell. På samma hotell arbetar Mustafa, som är intresserad av Zyenep och han är den ende som Zeynep pratar med. Mustafas kärlek är dock obesvarad, trots att de båda är väldigt lika varandra till sättet. 
Zeynep får lida för sin fars beteende och på andra sidan stan bor Selcuk, som känner skuld för sin frus död. Han förvarar sin frus gamla klänningar i en resväska, och dessa klänningar påverkar Zeyneps öde.

## Om filmen
Filmen spelades in i Turkiet och Grekland, och Semih Kaplanoglu står både för regi och manus.

## Rollista i urval
- Tülin Özen - Zeynep
- Budak Akalin - Selcuk
- Musa Karagöz - Müfit
- Engin Dogan - Mustafa
- Yesim Ceren Bozoglu - Funda